# زک بونر
زکری «زک» ال. بونر (Zachary "Zach" L. Bonner) (متولد ۱۷ نوامبر ۱۹۹۷)، نوع‌دوست آمریکایی و بنیان‌گذار مؤسسهٔ خیریهٔ غیرانتفاعی «واگن قرمز کوچک» است. در سال ۲۰۰۶، بونر جایزهٔ خدمات وابسته به نهاد ریاست‌جمهوری را دریافت کرد.
زک در هفت‌سالگی برای کمک به ۱٫۳ میلیون کودک بی‌خانمان این بنیاد را در ایالات متحده تأسیس کرد. بونر دربارهٔ این کودکان می‌گوید: «این بچه‌ها خانه ندارند. آن‌ها شب‌ها سرپناهی امن برای خوابیدن ندارند. این کودکان در خیابان روزگار می‌گذرانند، البته نه به دلیل سرخوشی، بلکه از سرِ ناچاری است».
در سال ۲۰۰۷، بونر پروژهٔ سه مرحله‌ای خود را به‌نام «خانهٔ من تا کاخ سفید» آغاز کرد. هدف این پروژه جمع‌آوری پول و افزایش آگاهی جمعی نسبت به وضعیت کودکان بی‌خانمان بود. در سال ۲۰۰۷، او ۲۸۰ مایل از تمپا تا تالاهاسی، فلوریدا را زیر پا گذاشت. در سال ۲۰۰۸، ۲۵۰ مایل از تالاهاسی تا آتلانتا، جورجیا را پیاده پیمود. در مرحلهٔ پایانی سفر، ۶۶۸ مایل از جورجیا تا واشینگتن DC را پیاده‌روی نمود. پس از پایان پروژهٔ «خانهٔ من تا کاخ سفید»، بونر پروژهٔ دیگری به‌نام «راهپیمایی در سراسر آمریکا» را برنامه‌ریزی کرد. از ۲۳ مارس تا ۱۴ سپتامبر ۲۰۱۰، او ۲۴۴۸ مایل از تمپا تا لس‌آنجلس را پیاده طی کرد. یک مستند داستانی دربارهٔ کارهای نوع‌دوستانهٔ بونر به‌نام «واگن قرمز کوچک» با بازی چندلر کانتربری در سال ۲۰۱۰ فیلمبرداری و در سال ۲۰۱۲ منشر شد.

## نوع‌دوستی
بونر از شش‌سالگی کارهای داوطلبانهٔ متفاوتی را انجام داده‌است. در سال ۲۰۰۴، زمانی که طوفان چارلی به بخشی از محله صدمه زد، او ۲۷ تانکر آب را با واگن قرمز کوچک خود جابه‌جا کرد. بونر بنیاد «واگن قرمز کوچک» را تأسیس کرد تا بتواند به‌طور کارآمدتر به کودکان کمک کند. بونر با همکاری سازمان «StandUp For Kids» ۴۰۰ کوله‌پشتی (معروف به کوله‌پشتی زک) که پر از تنقلات، اسباب‌بازی و لوازم بهداشتی بود، برای کودکان بی‌خانمان جمع‌آوری کرد. تا به امروز او بیش از ۱۰۰۰۰ عدد از این کوله‌پشتی‌ها را میان این کودکان توزیع کرده‌است.
بونر برای کودکان بی‌خانمان ساکن بیکر، لوئیزیانا جشن کریسمس برگزار کرد و به قربانیان طوفان کاترینا هدایای کریسمس داد. او به‌خاطر کاهش اثرات مخرب خانه‌به‌دوشی، برای کودکان ساکن در پناهگاه‌ها، جشن‌های را در برخی از رستوران‌ها و فروشگاه‌های معروف آمریکا از جمله بیلد-ای-بیر ورکشاپ، چاک ای چیز و سیکس فلگز برپا کرد.
در آوریل ۲۰۰۷، او رویداد «۲۴ ساعت» را برگزار نمود که در آن به‌مدت ۲۴ ساعت، شرایط بی‌خانمانی تجربه می‌شد. در آن بازهٔ زمانی، دانش‌آموزان دبیرستان به‌مدت ۲۴ ساعت در جبعبه‌های مجزای خود اقامت گزیدند. در هفتمین سال برگزاری این رویداد در سال ۲۰۱۵، جوانان ۱۲ تا ۲۱ ساله هر کدام ۲۴ دلار پرداخت کردند تا به‌مدت یک ساعت شبیه بی‌خانمان‌ها در جبعبه‌های مقوایی سپری کنند.
در ژانویه ۲۰۱۰، بونر شرکت ملی برای اتمام بی‌خانمانی کودکان راه‌اندازی کرد. او به‌عنوان سخنران اصلی در همایش سالانهٔ جوانان «مرکز نوع‌دوستی کودکان» در ویرجینیای شمالی، جوانان پویا را تشویق نمود تا از صدا و نفوذشان برای ایجاد تغییرات بهره ببرند. پیام «شما مهم هستید! بگذارید صدایتان شنیده شود» به سرودی معروف در آن جنبش تبدیل شد.

### خانهٔ من تا کاخ سفید
پروژهٔ «خانهٔ من تا کاخ سفید» در سه مرحله و با طی مساحت ۱۲۲۵ مایل برای افزایش سطح آگاهی و کمک‌های مالی به کودکان بی‌خانمان انجام شد. اولین مرحله ۲۸۰ مایل پیاده‌روی از تمپا تا تالاهاسی، فلوریدا و جمع‌آوری ۲۵۰۰۰ دلار بود که در سال ۲۰۰۷ و از تاریخ ۳ تا ۲۶ نوامبر روی داد. مرحلهٔ دوم در پاییز ۲۰۰۸ اتفاق افتاد که بیش از ۲۵۰ مایل پیاده‌روی از تالاهاسی تا آتلانتا، جورجیا بود.
در ۱۱ مه ۲۰۰۹، سومین مرحلهٔ این سفر آغاز شد. ۶۶۸ مایل در ۵۹ روز پیاده‌روی از جورجیا تا واشینگتن دی‌سی در ۱۰ ژوئیه به پایان رسید. در آخرین مسیر پیاده‌روی، ۵۰۰ نفر، از جمله ۳۰۰ کودک بی‌خانمان، همراه بونر در «نشنال مال» قدم زدند. بونر با سناتور سکسبی چمبلیس و چندین سناتور دیگر در کاخ کنگره دیدار نمود. او در پناهگاه اضطراری ساشا بروس خوابید.

### راهپیمایی در سراسر آمریکا
در سال ۲۰۱۰، بونر تمپا را به‌سمت لس‌آنجلس پیاده‌روی کرد. او این سفر را «راهپیمایی در سراسر آمریکا» نامید و در ۲۳ مارس ۲۰۱۰، پیاده‌روی ۲۴۷۸ مایلی خود را آغاز کرد. بونر به‌طور میانگین هر روز ۱۷ الی ۲۲ مایل را پیاده می‌پیمود و هنگام پیاده‌روی به افراد نیازمند نیز کارت‌های هدیه می‌داد. چندین شبکه تلویزیونی و رادیویی، سفر بونر در سراسر آمریکا را با استفاده از جی.پی. اس «دنبال‌کنندهٔ زک» برای بینندگان پوشش دادند. در اوایل اوت، لی کوان از اخبار شبانهٔ ان.بی. سی در برنامهٔ خود به‌نام «تغییر وضعیت» شرح‌حالی از بونر ارائه کرد و او را «نوع‌دوست کوچک» نامید. در آن برنامه، بونر بیان نمود که «وقتی روز بدی را می‌گذرانید، باید بدانید که یک نفر دیگر، روز بدتری نسبت به شما می‌گذراند».
بونر در نظرداشت که این راهپیمایی را تا سپتامبر، پس از ۱۷۸ روز پیاده‌روی به پایان برساند. در ۱۴ سپتامبر ۲۰۱۰، بونر تقریباً ۲۵۰۰ مایل را تا سانتامونیکا، کالیفرنیا پیاده طی کرده بود. در ۱۲ سالگی، او جوان‌ترین فردی بود که از ساحل شرقی تا ساحل غربی ایالات متحده را پیاده پیموده بود.

### زک در یک جعبه
در ۲۶ مارس ۲۰۱۳، بونر به‌مدت هفت روز در یک جبعبه پلکسی گلاس به‌اندازهٔ ۵۱۲ فوت مکعب (۱۴٫۵ متر مکعب) و در محوطه‌ای نزدیک به مرکز خرید وستفیلد برندون سپری کرد. او با استفاده از یک تخته سه لایه به‌جای کف جعبه، تکه‌های مقوا و کیسه‌خواب، قصد داشت تا محل سکونت یک بی‌خانمان را شبیه‌سازی کند.
بونر این تلاش برای جمع‌آوری کمک‌های مالی را «زک در یک جعبه» نامید و مردم را ترغیب کرد تا مواد غذایی فاسدنشدنی اهدا کنند. او می‌خواست تمام دیوارهای جبعبه‌اش را با مواد غذایی اهداشده بپوشاند. پس از هفت روز کمک مالی از سوی کودکان و بزرگ‌سالان و همچنین اهدای ۱۰۰۰ دلار از سوی فروشگاه سوئیت بی، بونر بیش از ۶۰۰۰ قوطی کنسرو را به سازمان متروپولیتن و بنیاد فرانسیس اهدا کرد.

### غذا برای یک میلیون نفر
از ظهر ۷ نوامبر ۲۰۱۴ تا ظهر ۸ نوامبر ۲۰۱۴، در محل سازمان متروپولیتن در تامپا، بونر امیدوار بود تا رکورد جهانی گینس برای جمع‌آوری بیشترین مواد غذایی کنسروشده در طی ۲۴ ساعت را ثبت کند. او با همکاری سازمان‌های متروپولیتن و «Feeding America Tampa Bay» رویدادی به‌نام «بزرگ‌ترین برنامهٔ اهدایی غذا در جهان: غذا برای یک میلیون نفر» را با هدف جمع‌آوری یک میلیون پوند (واحد وزن برابر با ۰٫۴۵۴ کیلوگرم) غذا در ۲۴ ساعت برپا کرد. به علاوه شرکت‌های غذایی معروفی همچون والمارت، وین-دیکسی، پرفورمنس فود گروه و پابلیکس نیز قول همکاری در این رویداد را دادند.
رکورددار قبلی این رویداد، مدرسه‌ای در کارولینای شمالی بود که در سال ۲۰۱۱، ۵۵۹٫۸۸۵ پوند غذا جمع‌آوری کرد. بونر توانست ۵۶۶٫۶۰۰ پوند غذا جمع کند. غذاهای جمع‌آوری‌شده را به ۱۰ ناحیه فرستادند: هیلزبورو، پاینلاس، پاسکو، پولک، هرناندو، سیتروس، سامتر، هایلندز، هاردی و ماناتی.

## جوایز و قدردانی

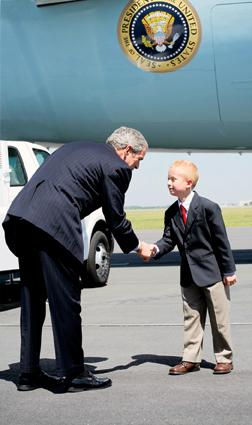
زکری «زک» ال. بونر و جورج بوش

در سال ۲۰۰۶، زک جایزهٔ خدمات وابسته به نهاد ریاست‌جمهوری را از جورج دبلیو بوش دریافت کرد. در همان سال، او به‌خاطر خدمات داوطلبانه‌اش، مفتخر به دریافت جایزهٔ Points of Light از سوی جب بوش، فرماندار فلوریدا شد. بونر با جورج دبلیو بوش و بیل کلینتون ملاقات کرده‌است. او در برنامهٔ «صبح‌به‌خیر آمریکا» شرکت کرد. در سال ۲۰۱۱، مجلهٔ ریدرز دایجست به او لقب «قهرمان وطن» را داد.
در سال ۲۰۰۷، شرکت اسباب‌بازی «بیلد-ای-بیر ورکشاپ» بونر را یکی از ۱۲ «قهرمان بغل‌کردنی» نامید. در ۱۹ مارس ۲۰۰۸، او جایزهٔ الکساندرا اسکات (از سری جوایز ولوو برای زندگی) که به میزبانی شرکت ولوو در خیابان ۴۲ منهتن برگزار شد، دریافت کرد. در سال ۲۰۰۹، خوانندگان و سردبیران وب‌سایت «Beliefnet»، بونر را الهام‌بخش‌ترین فرد سال انتخاب کردند. بونر با کسب ۲۲ درصد آرا توانست از «خلبان قهرمان» چسلی سولنبرگر و دانشجویانی را که در ایران به تقلب در انتخابات اعتراض کرده بودند، پیشی بگیرد.
التون جان (خوانندهٔ انگلیسی) پس از آن‌که بونر ۱۲۰۰ مایل را از تامپا، فلوریدا تا واشینگتن دی‌سی پیاده پیمود، ۲۵۰۰۰ دلار به جنبش او اهدا کرد.

## فیلم پروژهٔ نوع‌دوستی
مایکل گیلن، مدیرعامل سازمان غیرانتفاعی پروژهٔ نوع‌دوستی، تصمیم گرفت، فیلمی به ارزش ۵ میلیون دلار دربارهٔ پیاده‌روی زک بونر و بنیاد «واگن قرمز کوچک» بسازد. داستان بونر از میان ۶۰۰۰ نامزد انتخاب شد. پس از کاهش تعداد نامزدها به ۱۲ نفر، داستان بونر به اتفاق آرا برگزیده شد. گیلن با ستایش از نوع‌دوستی بونر بیان کرد که «او صادق، متواضع، سخاوت‌مند و الگوی خوبی برای کشور ماست. با تماشای زک، آیندهٔ کشورمان را می‌بینم و فکر می‌کنم به دست انسان‌های توان‌مندی سپرده خواهد شد».
پاتریک شین دانکن، نویسنده، دیوید آنسپا، کارگردان، مایکل گیلن از پروژهٔ نوع‌دوستی، باربارا کلی، استیو گولین و دیوید کانتر از شرکت «Anonymous Content» تهیه‌کننده‌های این فیلم هستند. بنیاد جان تمپلتون بودجهٔ این فیلم را تأمین کرد. فیلم «واگن قرمز کوچک» در ماه مه ۲۰۱۰ فیلمبرداری شد.

## زندگی شخصی
زک ال. بونر در ۱۷ نوامبر ۱۹۹۷، در سیرسی، آرکانزاس متولد شد. او پدرش را در حادثهٔ تصادف از دست داده‌است و هم‌اکنون با مادرش لوری و خواهرش کلی در والریکو، تامپا، فلوریدا زندگی می‌کند. مادر بونر مشاور املاک و سرمایه‌گذار است. خواهرش حدود ۱۰ سال از او بزرگ‌تر است.
بونر با توجه به فعالیت‌های خارج از مدرسه‌اش، بیشتر کلاس‌هایش را با برنامهٔ آموزش مجازی K12 فلوریدا و به‌صورت آنلاین شرکت کرد. او در وقت آزاد خود در سال ۲۰۰۷، بیسبال و تنیس بازی می‌کرد و با دوستانش به دوچرخه‌سواری می‌رفت. زمانی که سه‌ساله بود، به برنامهٔ نوجوانان تکواندو پیوست و پس از سال‌ها توانست کمربند سیاه بگیرد.
او در نوامبر ۲۰۰۷ در مصاحبه‌ای با روزنامهٔ The Independent Florida Alligator بیان نمود که آرزو دارد به دانشگاه هاروارد برود و با حضور در دانشکدهٔ حقوق ییل بتواند دادستان شود. در ژانویه ۲۰۱۳ در مصاحبه‌ای با Canada.com، تصدیق کرد هنوز می‌خواهد وکیل شود و خاطرنشان کرد مطمئن نیست که می‌خواهد دادستان شود یا در رشتهٔ حقوق خانواده تخصص بگیرد. در همان ماه، او در مصاحبه‌ای با روزنامهٔ «کریستین پست» گفت که می‌خواهد در رشتهٔ حقوق تحصیل کند تا با اهداف بنیاد «واگن قرمز کوچک» هم‌سو باشد و به نیازمندان بیشتری کمک کند.
در فوریه ۲۰۱۷، «تامپا بی تایمز» در مقاله‌ای به این موضوع اشاره کرد که بونر در دوران دبیرستان در دانشکده دولتی هیلزبورو شرکت کرده‌است و در حال حاضر در کمپانی اپل فعالیت می‌کند. پس از دبیرستان، او در دانشگاه فلوریدا در رشتهٔ علوم کامپیوتر و مهندسی نرم‌افزار تحصیل کرد.